# トニー・ブルックス
チャールズ・アンソニー・"トニー"・スタンディッシュ・ブルックス（Charles Anthony "Tony" Standish Brooks, 1932年2月25日 - 2022年5月3日）は、イギリスの元レーシングドライバー。

## 経歴
元々は歯科医生という経歴を持ち、レースは趣味で、クラブイベントからレースをスタートした。

### 1955年
1955年のル・マン24時間レースでアストンマーティンDB3Sの25号車に乗ったのが、国際レースへの最初の出場となったが、バッテリー破損で9時間目にリタイヤとなった。1955年、F2への参戦で、初めてシングルシーター車をドライブした。また同年、コンノートからF1のノンタイトル戦にも参戦した。

### 1956年
1956年第2戦モナコグランプリにて、BRMからF1に初参戦。予選を13位で通過したが、決勝は走行できずデビューはならなかった。その後、地元となる第6戦イギリスグランプリにて、再びBRMから参戦。予選9位から決勝も走行し、F1デビューを果たした（結果はリタイヤ）。
1956年のル・マン24時間レースではDBR1/250の14号車に乗り、凄まじいエンジン音を出し、ユノディエールで最高速度210.897km/hを記録し、夜中には4位にのし上がるなどかなり目立った走りをしたが、24時間目に入ってから7位で走行中ミュルサンヌでリアアクスルが故障しリタイヤとなった。

### 1957年
1957年は、BRM同様イギリスチームであるヴァンウォールに移籍し、F1本格参戦。初陣となる第2戦モナコグランプリでは、予選4位から2位に入賞、初の表彰台を記録した。アストンマーティンでニュルブルクリンク1000kmレースで優勝した。
形式上組み込まれていたに過ぎない第3戦アメリカグランプリ、ル・マン24時間レースでの負傷が癒えていなかった第4戦フランスグランプリの2戦を欠場後、第5戦イギリスグランプリでは予選3位を獲得。決勝では、エースドライバースターリング・モスとのシェアドライブながら優勝を記録し、自身・チームに加え、イギリス車全般においてもF1初となる勝利を、地元で達成する結果となった。
また最終戦イタリアグランプリでは、最終的にリタイヤとなったものの、初のFLを記録した。
1957年のル・マン24時間レースではDBR1に乗り6位を走行中、朝の2時頃にトニー・ブルックスに交代してすぐテルトルルージュでコースからはみ出したところにウンベルト・マリオーリのポルシェに激突されて病院搬送され、2人とも奇跡的に擦り傷だけで済んだもののリタイヤとなった。

### 1958年
1958年もヴァンウォールに残留。チームが開幕戦アルゼンチングランプリを欠場したため、第2戦モナコグランプリが初陣となった。ブルックスはその予選において、自身初のPPを獲得している（決勝はリタイヤ）。
第4戦ベルギーグランプリでは、予選5位から序盤にトップに立ち優勝、単独での初優勝を達成した。その後も第8戦ドイツグランプリと第10戦イタリアグランプリで優勝、どちらも予選2位からの勝利だった。
この計3勝などで、ドライバーズランクではマイク・ホーソーン、スターリング・モスに次ぐ3位を獲得し、またチームの初代コンストラクターズタイトル獲得にも貢献。この年引退したファン・マヌエル・ファンジオは、自身去りし後のF1牽引者として、真っ先にブルックスの名を挙げたという。
1958年のル・マン24時間レースではモーリス・トランティニアンと組んでDBR1に乗り3-4位を争っていたが、朝の5時50分頃トランスミッション不調のためミュルサンヌでリタイヤとなった。
この年のTTレースではスターリング・モスと組んで勝利した。

### 1959年
1959年はヴァンウォールが活動を大幅に縮小し、参戦は第5戦イギリスグランプリのみとなった。ブルックスは、そのレースのみ同チームからエントリーしたが、残りのレースはフェラーリから出走。開幕戦モナコグランプリで2位に入り、幸先の良いスタートを切った。
シーズン中盤、第4戦フランスグランプリにおいて予選でPPを獲得し、決勝でも優勝。自身初のポールトゥーウィンを達成した。しかしイギリスグランプリをフェラーリのストライキにより欠場しポイントを重ねることができず、これがチャンピオンシップに大きく響いた。2ヒート制となった第6戦ドイツグランプリでも、2度目のポールトゥーウィンを記録しての勝利。この際は、FLも獲得しての完全勝利だった。世界チャンピオンは目の前だったがイタリアグランプリのスタートでクラッチを焼いてしまい、結果としてタイトルを逃した。最終戦アメリカグランプリでの3位により、ジャック・ブラバムに次ぐランキング2位でシーズンを終了。これが自身のベストランクとなった。

### 1960年
1960年はBRPに移籍し、プライベーター使用のクーパーから参戦。しかし前年同様、ヴァンウォールが第6戦フランスグランプリの1戦のみエントリーし、そのレースは同チームから出走した。
ブルックスは第2戦モナコグランプリが初陣となり、そのレースでは予選3位から4位入賞。また第5戦ベルギーグランプリでは、予選2位を獲得している（決勝はリタイヤ）。しかし、他のレースでは下位グリッドに沈み、モナコグランプリ以後の入賞も第7戦イギリスグランプリ・第8戦ポルトガルグランプリにおける2度の5位に留まった。

### 1961年
1961年はデビューチームであるBRMに舞い戻ったが、前年以上に低迷。完走しても入賞圏外というレースが続き、第6戦ドイツグランプリ終了時点では未だノーポイントであった。
その後、第7戦イタリアグランプリで5位に入り、シーズン初入賞。続く最終戦アメリカグランプリでは3位に入り、2年ぶりに表彰台に立ったが、結局このレースをもってレースキャリアを終了。29歳での引退だった。その後は歯科医に専念している。

## レース戦績

### フォーミュラ1
| 年     | エントラント                        | シャシー   | エンジン          | 1      | 2       | 3       | 4       | 5       | 6       | 7       | 8       | 9       | 10      | 11      | WDC  | ポイント |
| ------ | ----------------------------------- | ---------- | ----------------- | ------ | ------- | ------- | ------- | ------- | ------- | ------- | ------- | ------- | ------- | ------- | ---- | -------- |
| 1956年 | オーウェン （BRM）                  | P25        | BRM L4            | ARG    | MON DNS | 500     | BEL     | FRA     | GBR Ret | GER     | ITA     |         |         |         | NC   | 0        |
| 1957年 | ヴァンダーヴェル （ヴァンウォール） | VW 5       | ヴァンウォール L4 | ARG    | MON 2   | 500     | FRA     | GBR 1*  | GER 9   | PES Ret | ITA 7*  |         |         |         | 5位  | 11       |
| 1958年 | ヴァンダーヴェル （ヴァンウォール） | VW 5       | ヴァンウォール L4 | ARG    | MON Ret | NED Ret | 500     | BEL 1   | FRA Ret | GBR 7   | GER 1   | POR Ret | ITA 1   | MOR Ret | 3位  | 24       |
| 1959年 | フェラーリ                          | Dino 246F1 | フェラーリ V6     | MON 2  | 500     | NED Ret | FRA 1   |         | GER 1*  | POR 9   | ITA Ret | USA 3   |         |         | 2位  | 27       |
| 1959年 | ヴァンダーヴェル （ヴァンウォール） | VW 59      | ヴァンウォール L4 |        |         |         |         | GBR Ret |         |         |         |         |         |         | 2位  | 27       |
| 1960年 | ヨーマン・クレジット （クーパー）   | T51        | クライマックス L4 | ARG    | MON 4   | 500     | NED Ret | BEL Ret |         | GBR 5   | POR 5   | ITA     | USA Ret |         | 11位 | 7        |
| 1960年 | ヴァンダーヴェル （ヴァンウォール） | VW 11      | ヴァンウォール L4 |        |         |         |         |         | FRA Ret |         |         |         |         |         | 11位 | 7        |
| 1961年 | オーウェン （BRM）                  | P48/57     | クライマックス L4 | MON 13 | NED 9   | BEL 13  | FRA Ret | GBR 9   | GER Ret | ITA 5   | USA 3   |         |         |         | 10位 | 6        |

- 太字はポールポジション、斜字はファステストラップ。(key)
- * : 同じ車両を使用したドライバーに順位とポイントが配分された。（スターリング・モス）
- ** : ファステストラップを記録した場合1ポイントが与えられる。同タイムのドライバーがいた場合平等に割り当てられた。

### フォーミュラ1 （ノン・チャンピオンシップ）
| 年     | エントラント                               | シャシー           | エンジン            | 1     | 2       | 3       | 4       | 5       | 6     | 7       | 8       | 9   | 10      | 11    | 12  | 13  | 14    | 15  | 16    | 17    | 18  | 19  | 20  | 21  |
| ------ | ------------------------------------------ | ------------------ | ------------------- | ----- | ------- | ------- | ------- | ------- | ----- | ------- | ------- | --- | ------- | ----- | --- | --- | ----- | --- | ----- | ----- | --- | --- | --- | --- |
| 1955年 | エキップ・エンデヴァー                     | コンノート・Type A | リー・フランシス L4 | BUE   | VLN     | PAU     | GLV     | BOR     | INT   | NAP     | ALB     | CUR | CRN     | LON 4 | REC | RDX | TLG 4 | OUL | AVO 5 |       |     |     |     |     |
| 1955年 | コンノート・エンジニアリング               | コンノート・Type B | アルタ L4           |       |         |         |         |         |       |         |         |     |         |       |     |     |       |     |       | SYR 1 |     |     |     |     |
| 1956年 | オーウェン・レーシング・オーガニゼーション | BRM・P25           | BRM L4              | NZL   | BUE     | GLO Ret | SYR     | BAR 2   | INT   | NAP     | AIN Ret | VAN | CAE     | SUS   | BRS | AUS |       |     |       |       |     |     |     |     |
| 1957年 | ヴァンダーヴェル・プロダクツ・Ltd.         | ヴァンウォール     | ヴァンウォール L4   | BUE   | SYR Ret | PAU     | GLV 6   | NAP     | RMS   |         |         |     | MOR Ret |       |     |     |       |     |       |       |     |     |     |     |
| 1957年 | トニー・ブルックス                         | クーパー・T43      | クライマックス L4   |       |         |         |         |         |       | CAE Ret | INT Ret | MOD |         |       |     |     |       |     |       |       |     |     |     |     |
| 1958年 | トニー・ブルックス                         | クーパー・T45      | クライマックス L4   | BUE   | GLV     | SYR     | AIN 3   | INT Ret | CAE   |         |         |     |         |       |     |     |       |     |       |       |     |     |     |     |
| 1959年 | スクーデリア・フェラーリ                   | フェラーリ・246    | フェラーリ V6       | GLV   | AIN 2   | INT Ret | OUL     | SIL     |       |         |         |     |         |       |     |     |       |     |       |       |     |     |     |     |
| 1960年 | G.A. ヴァンダーヴェル                      | ヴァンウォール     | ヴァンウォール L4   | GLV 7 | INT DNA |         |         |         |       |         |         |     |         |       |     |     |       |     |       |       |     |     |     |     |
| 1960年 | ヨーマン・クレジット・レーシング・チーム   | クーパー・T51      | クライマックス L4   |       |         | SIL Ret |         |         |       |         |         |     |         |       |     |     |       |     |       |       |     |     |     |     |
| 1960年 | ヴァンダーヴェル・プロダクツ・Ltd.         | ロータス・18       | ヴァンウォール L4   |       |         |         | LOM DNS | OUL     |       |         |         |     |         |       |     |     |       |     |       |       |     |     |     |     |
| 1961年 | オーウェン・レーシング・オーガニゼーション | BRM・P48/57        | BRM L4              | LOM   | GLV Ret | PAU     | BRX     | VIE     | AIN 7 | SYR Ret | NAP     | LON | SIL 3   | SOL   | KAN | DAN | MOD 6 | FLG | OUL 4 | LEW   | VAL | RAN | NAT | RSA |

- 太字はポールポジション、斜字はファステストラップ。(key)

### ル・マン24時間レース
| 年     | チーム                             | コ・ドライバー                 | 車両                         | クラス | 周回数 | 総合 順位 | クラス 順位 |
| ------ | ---------------------------------- | ------------------------------ | ---------------------------- | ------ | ------ | --------- | ----------- |
| 1955年 | アストンマーティン・ラゴンダ・Ltd. | ジョン・リズリー＝プリチャード | アストンマーティン・DB3S     | S 3.0  | 83     | DNF       | DNF         |
| 1956年 | アストンマーティン・Ltd.           | レグ・パーネル                 | アストンマーティン・DBR1/250 | S 3.0  | 246    | DNF       | DNF         |
| 1957年 | アストンマーティン・Ltd.           | ノエル・カニングハム＝リード   | アストンマーティン・DBR1/300 | S 3.0  | 140    | DNF       | DNF         |
| 1958年 | アストンマーティン・Ltd.           | モーリス・トランティニアン     | アストンマーティン・DBR1/300 | S 3.0  | 173    | DNF       | DNF         |